# Huttaler Widerwaage

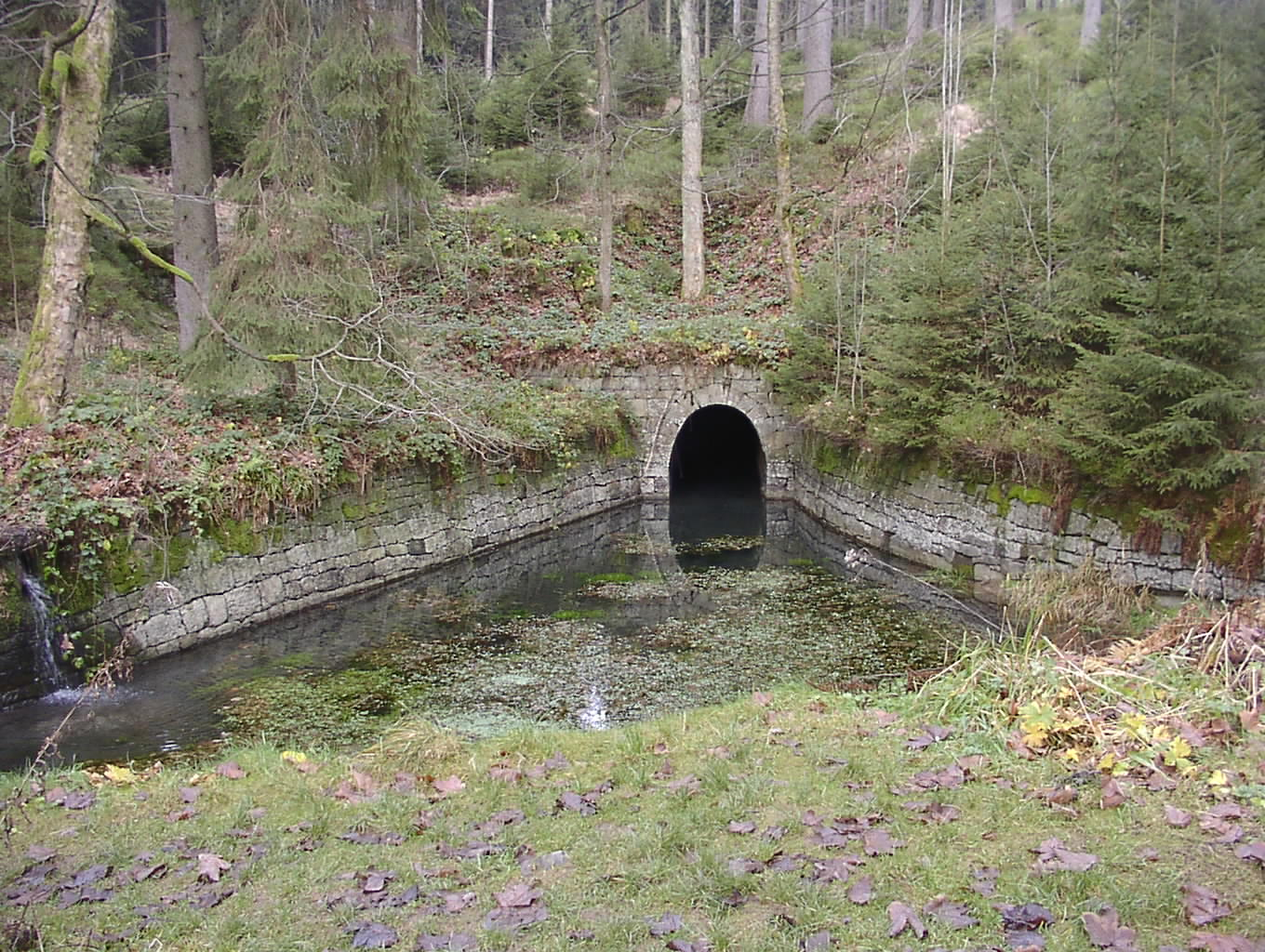
Huttaler Widerwaage mit Mundloch des Huttaler Wasserlaufes

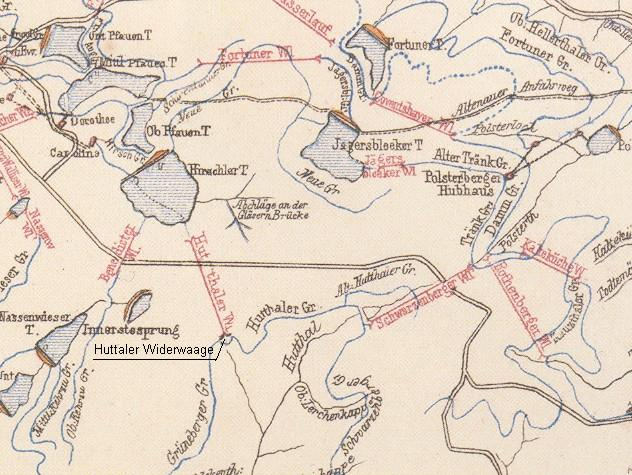
Lageplan der Huttaler Widerwaage und der mit ihr verbundenen Bauwerke

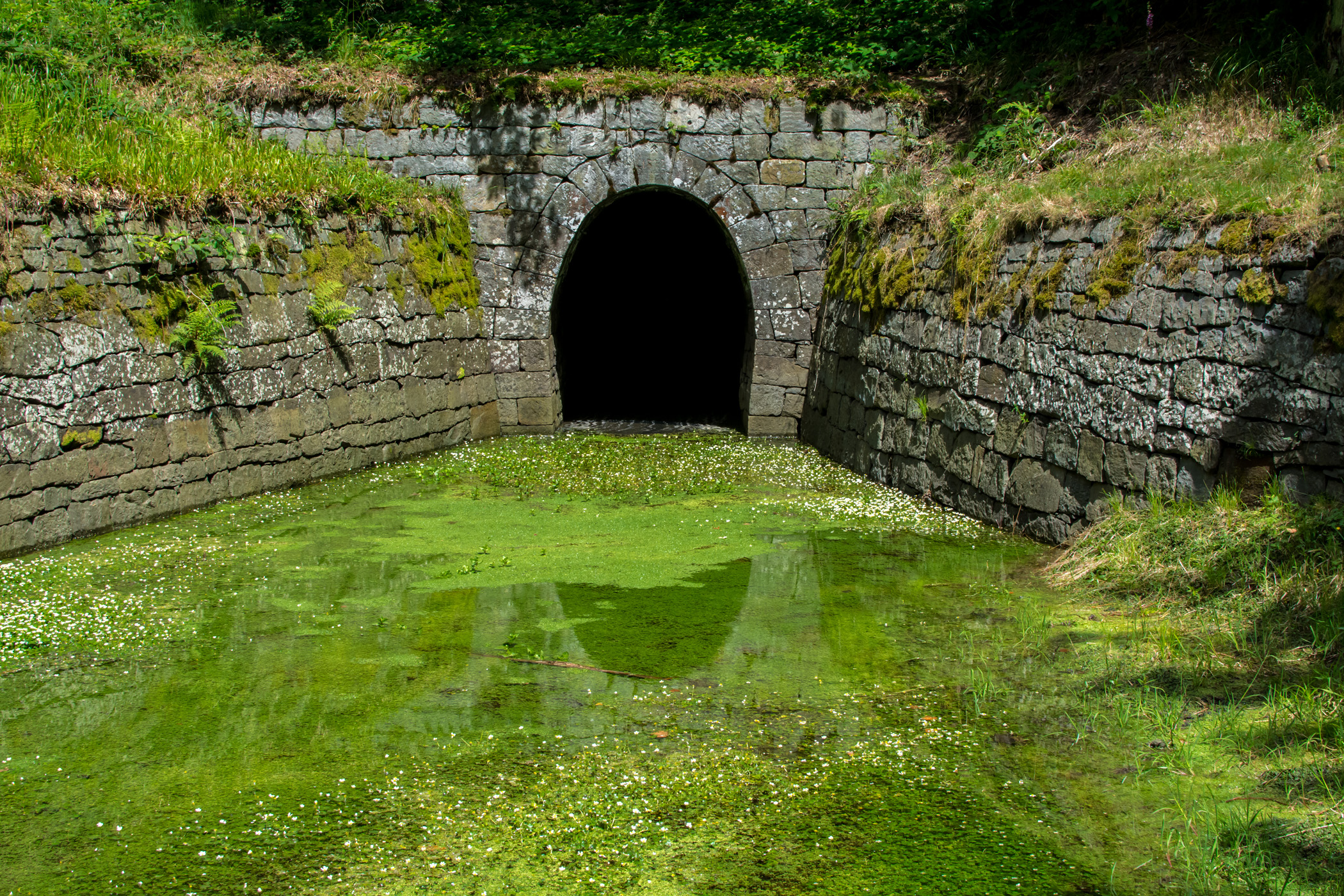
Die Huttaler Widerwaage

Die Huttaler Widerwaage, auch Hutthaler Widerwaage genannt, ist ein Bauwerk des Oberharzer Wasserregals östlich des im Landkreis Goslar liegenden Clausthal-Zellerfeld im benachbarten gemeindefreien Gebiet Harz des Landkreises Göttingen in Niedersachsen.
Das Bauwerk ist in der Lage, bei Niedrigwasser durch entsprechende Schaltung Wasser aus dem Huttal dem Hirschler Teich zuzuführen und ihn umgekehrt bei Hochwasser von überschüssigen Wasser zu entlasten. Wie alle Bauwerke des Oberharzer Wasserregals gehört auch die Huttaler Widerwaage seit 2010 zum UNESCO-Weltkulturerbe.

## Geographische Lage
Die Huttaler Widerwaage liegt im Oberharz im Naturpark Harz. Sie befindet sich südöstlich von Clausthal-Zellerfeld rund 550 m ostsüdöstlich des Innerstesprungs und etwa 500 m südlich der Bundesstraße 242 am Huttaler Graben auf etwa 605 m ü. NHN.

## Funktion
Als Widerwaage wird im Bereich des Oberharzer Wasserregals ein kleines Becken beziehungsweise ein kleiner Anstau bezeichnet. Dieses Becken wird hier durch ein hölzernes Wehrbauwerk, einen sogenannten Fehlschlag angestaut. Es ist durch den Huttaler Wasserlauf mit dem auf der anderen Seite des Höhenzuges befindlichen Hirschler Teich verbunden und kommuniziert mit diesem. Aus dem Huttaler Graben wird der Widerwaage Wasser vom Schwarzenberg sowie vom Polsterberger Hubhaus zugeführt. Ist das Wehr hochgestaut, wird das Wasser durch den Huttaler Wasserlauf zum Hirschler Teich weitergeleitet. Dort konnte es zur Kraftwasserversorgung der sehr ergiebigen Grube Caroline und Grube Dorothea genutzt werden.
Bei Hochwasser können die Einsatzbretter des Wehres entnommen werden. Dann kehrt sich das Fließgefälle um und Wasser aus dem Hirschler Teich fließt durch den Huttaler Wasserlauf und durch die Huttaler Widerwaage ins Huttal und dann weiter in Richtung Söse ab. Dadurch konnte die Hochwassersituation in Clausthal entschärft werden.

## Geschichte
Die Huttaler Widerwaage entstand durch die Not, dass die beiden ertragsreichsten und höchstgelegenen Gruben Dorothea und Carolina mehr Aufschlagwasser für die Kehr- und Kunsträder zur Erzförderung und Wasserhebung benötigten. Durch den Bau der Widerwaage in den Jahren 1763 bis 1776 und die Erweiterung des Einzugsgebiets bis etwa 1860 war es möglich, Wasser aus dem Sösegebiet über den Kautztaler Graben, den Alten Polsterberger Wasserlauf, den Schwarzenberger Graben und den Grüneberger Graben, über den Huttaler Wasserlauf, dem Hirschler Teich zuzuführen. Durch das größere Wasserdargebot konnten nun die beiden Kehrräder der Schächte in ihre unmittelbare Nähe gebaut werden.
Der Huttaler Wasserlauf wurde 1767 aufgefahren. Er hatte zunächst ein Sohlgefälle zum Hirschler Teich und konnte das Wasser auch nur in eine Richtung, nämlich zum Hirschler Teich führen. Etwa um 1850 sah man die Notwendigkeit, den Hochwasserschutz für die Bergstadt Clausthal zu verbessern, und nun baute man den Huttaler Wasserlauf dazu um, gegebenenfalls auch große Mengen Wasser in umgekehrter Richtung vom Hirschler Teich in das Sösegebiet ableiten zu können. Hierzu wurde der Stollenquerschnitt erheblich aufgeweitet auf etwa 2,0 m Breite, hydraulisch störende Kurven wurden begradigt. Das Sohlgefälle wurde umgekehrt. Dazu musste der Wasserlauf im Bereich des Huttales um etwa 1,0 m vertieft werden. Aus dieser Zeit stammt auch das heutige relativ aufwändig gestaltete Bauwerk.
Im Jahr 1801 wurde die Polsterberger Hubkunst angelegt. Durch die Hubkunst konnte Wasser aus dem Dammgraben in das Huttaler Widerwaage-System gepumpt werden und in den Hirschler Teich fließen.
Der Alte Polsterberger Wasserlauf aus den Jahren 1681 bis 1690 wurde 1815 durch den Schwarzenberger Wasserlauf ersetzt und abgeworfen.

## Legenden
Im Oberharz wurden lange Zeit auch weitere Fähigkeiten der Huttaler Widerwaage zugeschrieben, wie ein weiteres Kommunizieren über eine 4 km lange Graben- und Wasserlauftour mit dem Jägersbleeker Teich und die wundersame Speicherung von weiteren 100.000 m³ Wasser. Diese Theorie kann aber allein anhand der geometrischen Abmessungen widerlegt werden. Sie kursiert dennoch in vielerlei Literatur.

## Wandern
Vorbei an der Huttaler Widerwaage führt der Harzer Hexenstieg. Das Bauwerk ist als Nr. 128 in das System der Stempelstellen der Harzer Wandernadel einbezogen.